# Bibliothèque cantonale des Grisons
 (avril 2022).
Si vous disposez d'ouvrages ou d'articles de référence ou si vous connaissez des sites web de qualité traitant du thème abordé ici, merci de compléter l'article en donnant les références utiles à sa vérifiabilité et en les liant à la section « Notes et références ».
La Bibliothèque cantonale des Grisons est une bibliothèque de formation et d’études ; elle soutient la formation, les sciences et la culture et fournit les médias adéquats dans les trois langues du canton : allemand, italien et rhétoromanche. La BC offre également des classiques dans les domaines de la littérature, du film et de la musique. En outre, elle sert de poste de consultation pour d’autres bibliothèques de la lecture publique du canton et, par conséquent, elle développe et coordonne la bibliothéconomie grisonne. 

## Historique
La bibliothèque de l’école cantonale du canton des Grisons a été transformée en 1882 en la bibliothèque cantonale.

## Fonds
La BC possède actuellement environ 365 000 supports d’information dont 1 000 périodiques et journaux abonnés, 3 200 documents sonores, 1 400 médias audiovisuels et 11 500 documents visuelle comme des tailles-douces, des photographies, des cartes et des affiches. La collection augmente chaque année d’environ 9 000 documents.

### Raetica
En tant que service du canton des Grisons, la mission de la BC est attachée au règlement et supervisée par la commission des bibliothèques. La bibliothèque a le devoir de collectionner les écrits régionaux répondant à un ou plusieurs des critères suivants : les Raetica sont des documents qui ont comme sujet le canton ou ses habitants, qui sont écrits par des Grisons ou édités sur le territoire du canton. En outre, la bibliothèque récolte les publications officielles de l’administration, d’autres services et institutions cantonaux, des communes et association communales ainsi que d’autres collectivités, établissements et fondations sous surveillance du canton. Cette collection comprend des documents imprimés, des médias audio-visuels, des affiches, graphiques et des images. Elle complète le fonds de l’archive d’État des Grisons qui se trouvent dans le même bâtiment.

## Utilisation
La Bibliothèque cantonale des Grisons est une bibliothèque de lecture publique et est ouverte à tout le monde. Les documents anciens (ayant plus de 100 ans), des médias irremplaçables ainsi que les ouvrages de référence ne peuvent pas être empruntés, mais ils sont consultables sur place. Les autres collections sont prêtables.

## Catalogues
Le catalogue en ligne du réseau des bibliothèques des Grisons contient tous les médias se trouvant dans la bibliothèque cantonale depuis 1983 ainsi que les fonds plus anciens qui sont souvent demandés par les utilisateurs. Les autres ouvrages acquis avant 1983 figurent dans le catalogue sur fiches, la recherche doit être effectuée à la bibliothèque elle-même.